# Margaret Jordan Patterson
Margaret Jordan Patterson, née à Surabaya le 9 novembre 1867 et morte à Brattleboro le 17 février 1950, est une peintre et graveuse américaine.

## Biographie
Née sur l'île de Java, Margaret est la fille de Sarah Frances Jordan Patterson (1842-?) et du capitaine de marine Alfred Patterson (1838-1899), originaire de Saco dans le Maine ; elle est l'ainée d'une famille de cinq enfants.
Elle grandit à Boston et reçoit un premier enseignement artistique de l'éditeur Louis Prang. Elle intègre ensuite l'Institut Pratt en 1895. Elle complète ses études à l'étranger, d'abord à Florence, sous la direction de Claudio Castelucho, puis à Paris, auprès de Hermen Anglada Camarasa. Elle se lie d'amitié avec les peintres Arthur Wesley Dow et surtout de Charles Herbert Woodbury (en), dont elle est aussi l'élève. En 1910, elle apprend la gravure sur bois en couleurs auprès d'Ethel Mars durant son séjour parisien.
En 1909, elle expose à Paris une série d'aquarelles inspirées du Pays Basque au Salon des artistes français.
En novembre 1913, elle expose ses estampes à Paris, Galerie Barbazanges. En 1915, elle remporte une médaille à l'Exposition internationale de Panama-Pacific (San Francisco).

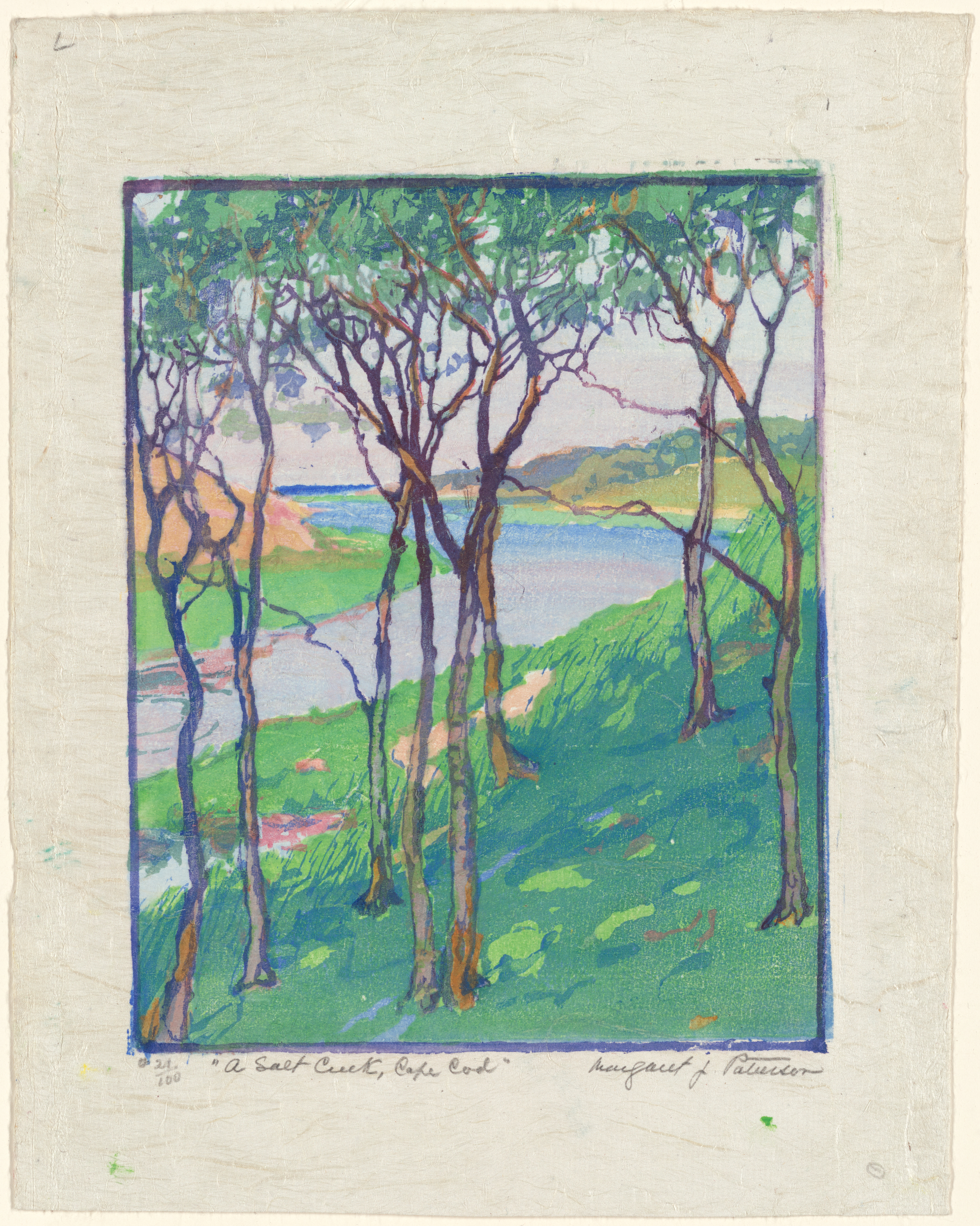
A Salt Creek, Cape Cod, gravure sur bois en couleurs, 1918 (New York Public Library).

Elle devient enseignante à la Dana Hall School (en) située à Wellesley (Massachusetts), poste qu'elle occupe jusqu'en 1940.
En 1928, elle expose au Salon d'Automne des gravures, aux côtés de Caresse Crosby.
En 1939, elle reçoit une médaille pour ses aquarelles exposées au Philadelphia Watercolor Club.
Ses œuvres sont conservées au Cleveland Art Museum, au Metropolitan Museum of Art, à l'Oakland Art Museum, au Smithsonian American Art Museum et au Victoria and Albert Museum.